# اوچو (مارکاپوماکاچوکا)
اوچو (به اسپانیایی: Uqhu) یک کوه در پرو است که در Peru, Junín Region واقع شده‌است. اوچو ۵٬۱۰۰ متر بالاتر از سطح دریا واقع شده‌است.